# Mr. Market

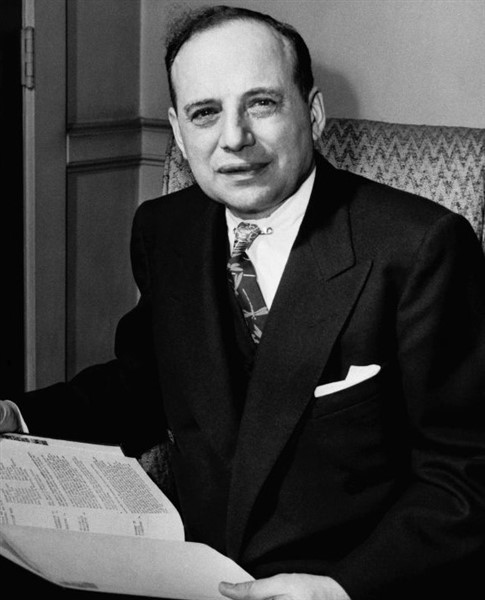
Mr. Market és una al·legoria creada per l'inversor Benjamin Graham.

Mr. Market és una al·legoria creada per l'inversor Benjamin Graham per descriure el que creia que eren els trets irracionals o contradictoris de la borsa i els riscos de seguir el pensament grupal. Mr. Market es va presentar per primera vegada al seu llibre de 1949, The Intelligent Investor.

## Al·legoria

### Personatge

El Sr. Market és descrit per Benjamin Graham com un inversor inconstant governat principalment per les seves emocions del dia a dia.

Graham demana al lector que s'imagine que és un dels dos propietaris d'un negoci. L'altre soci és el Mr. Market. El soci sovint ofereix vendre la seva part del negoci o comprar la part del lector. Aquest soci és el que avui s'anomenaria maníac-depressiu, amb la seva estimació del valor del negoci passant de molt pessimista a molt optimista. El lector sempre és lliure de rebutjar l'oferta del soci, ja que aviat tornarà amb una oferta completament diferent.

### Trets
Sovint es creu que Mr. Market té característiques maníaco-depressives de comportament humà,. El Mr. Market s'ha d'entendre que és:
1. És emocional, eufòric, de mal humor
2. Sovint és irracional
3. Està per servir-te, no per guiar-te.
4. A curt termini és una màquina de votar, a la llarga una màquina de pesar.
5. T'oferirà l'oportunitat de comprar baix i vendre alt.
6. Sovint és eficient... però no sempre.

Aquest comportament de Mr. Market permet a l'inversor esperar fins que Mr. Market estigui en un "estat d'ànim pessimista" i ofereix un preu de venda baix. L'inversor té l'opció de comprar a aquest preu baix. Per tant, la paciència és una virtut important a l'hora de tractar amb el Mr. Market.

## Influència

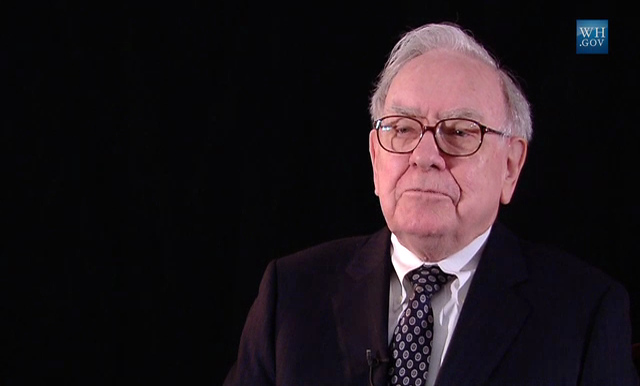
Warren Buffett ha defensat sovint que els inversors facin cas de les lliçons del Sr. Market.

Des de la seva introducció al llibre de Graham de 1949 The Intelligent Investor, s'ha citat moltes vegades per explicar que el mercat de valors tendeix a fluctuar. L'exemple deixa clar que l'únic motiu del canvi de preu són les emocions del Sr. Market. Una persona racional vendrà si el preu és alt i comprarà si el preu és baix. No vendria perquè ha baixat el preu ni compra perquè ha pujat. En canvi, Graham creu que és important centrar-se en si la valoració de les accions d'una empresa és raonable després de calcular-ne el valor mitjançant l'anàlisi fonamental. Warren Buffett ha citat sovint el llibre de Graham de 1949, The Intelligent Investor. El capítol vuit cobreix Mr. Market i Warren Buffett pensa que aquesta és la millor part del llibre. Buffett el va descriure com "amb diferència, el millor llibre sobre inversió que s'ha escrit mai".
Elaine Wyatt va escriure al seu llibre de 1994 Financial Times - The Money Companion : "Abans de començar la vostra caminada cap a l'essència de la inversió, hauríeu de conèixer el Sr. Market. Mr. Market és la creació de Benjamin Graham, que el 1949 va escriure un llibre anomenat The Intelligent Investor. La influència de Graham ha arribat a tots els racons del món financer". Janet Lowe va observar al seu llibre de 1997, Value Investing Made Easy, " James Grant és un devot de Graham que va batejar el seu llibre Minding Mr. Market després d'una paràbola que Graham utilitzava sovint". En el seu treball de 1999, The Warren Buffett Portfolio, l'autor Robert G. Hagstrom va comentar: "La coneguda història del Sr. Market és una lliçó brillant sobre com i per què els preus de les accions s'allunyen periòdicament de la racionalitat". Hagstrom va observar que la paràbola de Mr. Market "és una lliçó apresa per Buffett, que al seu torn insta a tots els altres a acceptar". Hagstrom va assenyalar: "És fàcil veure per què Warren Buffett, en diverses ocasions, ha compartit la història del Sr. Market amb els accionistes de Berkshire Hathaway".
En el seu llibre de 2001, JK Lasser's Pick Stocks Like Warren Buffett, l'autor Warren Boroson va anomenar el concepte Mr. Market de Benjamin Graham, "una famosa metàfora que va inventar". Mark Hirschey va comentar l'any 2003 al seu treball Tech Stock Valuation, "En el seu llibre clàssic, The Intelligent Investor, Benjamin Graham... descriu la relació entre l'inversor intel·ligent a llarg termini i la fluctuació del mercat utilitzant la seva ja famosa metàfora Mr. Market".
En el seu llibre de 2015 Heroes and Villains of Finance, l'autor Adam Baldwin va escriure que, "Famosament, Graham va utilitzar l'analogia de 'Mr. Market' per tal de retratar la seva estratègia d'inversió de valor". En el seu treball de 2016 sobre l'activisme dels accionistes, Dear Chairman, l'autor Jeff Gramm va observar: The Intelligent Investor és famós per la paràbola del Sr. Market i el concepte de 'marge de seguretat'".